# Lightning to the Nations
Lightning to the Nations es el álbum debut de la banda de heavy metal Diamond Head. El álbum fue grabado en 1979 (después de los demos de 1977 y 1979) y lanzado en 1980 a través de su sello propio Happy Face, debido a la falta de interés por parte de los principales sellos discográficos y a la sensación de la banda de que necesitaban hacer algo para conseguir "echar a correr la bola" como otras bandas de la misma época, como Iron Maiden y Def Leppard, para convertirse en grandes nombres. Metal Blade Records lo reeditó en disco compacto en 1992. En 2001, fue reeditado en su formato original "The White Album" de Sanctuary Records, con siete bonus tracks que aparecieron en sencillos y EP de esa época.

## Información sobre el álbum
El sonido único de Diamond Head y la calidad de la escritura de sus canciones ganaron bastante atención en la gira de apoyo con AC/DC y Iron Maiden. Aunque un puñado de compañías discográficas se habían interesado para firmar con la banda, no estaban dispuestas a comprometerse plenamente. El hecho de que la banda en ese momento estuviera gestionada por la madre de Sean Harris (Linda Harris) no ayudó al impulso comercial de la misma. Así, mientras que otras bandas de la nueva ola de heavy metal británico firmaron con los principales sellos discográficos y fueron cabeza de cartel de sus propias giras, Diamond Head estaban cada vez más impacientes y decidieron que iban a lanzar su material a través de su propio sello, Happy Face.
El álbum fue grabado en siete días en El Estudio Smythy en Worcester, que la banda describió como "muerto". Este álbum llegó en una manga simple sin título, solo una firma de uno de los miembros de la banda y sin listados de la pista. La razón de esto fue que el mánager del grupo, los Reg Fellows, dueño de una fábrica de cartón y fundas en blanco, puede producir a un bajo costo. Por otra parte, la razón por la grabación de este álbum fue un intento de establecer algunas pistas para que pudieran enviar a una compañía discográfica que estarían más dispuestos a liberarlo, ya que los costes de grabación ya habían sido cubiertos, la idea vino de Fellows y Linda Harris (la madre de Sean y mánager de la gira). Originalmente había solo 1000 copias prensadas del álbum, que solo estaban disponibles en sus conciertos a través de pedidos por correo a un precio de £ 3.50. De hecho, el único pedido por correo anuncio apareció en "Sonidos" revista musical británica y duró cuatro semanas. Sin embargo, la banda no obtuvo pago por el anuncio y llegó a ser demandada.
Este álbum se ha convertido en uno de los más buscados después de los elementos de la hora de coleccionistas de discos. Más tarde, 1000 copias más se prensaron, que contenía los listados de la pista. Por desgracia, el único original de uno y un cuarto de pulgada cintas originales se perdieron después de la banda les envió a la compañía discográfica alemana expedientes Woolfe, y que nunca fueron devueltos. Aunque los registros Woolfe hizo el lanzamiento del álbum, que es la versión con una imagen del mundo en llamas en la portada. Sin embargo, en 2001 Sanctuary Records lanzó el álbum junto con bonus tracks que contiene todas las caras B de los sencillos principios de Diamond Head.

## Lista de canciones
Todas las canciones escritas y compuestas por Sean Harris y Brian Tatler. 
| N.º | Título                     | Duración |  |
| 1.  | «Lightning to the Nations» | 4:15     |  |
| 2.  | «The Prince»               | 6:27     |  |
| 3.  | «Sucking My Love»          | 9:35     |  |
| 4.  | «Am I Evil?»               | 7:39     |  |
| 5.  | «Sweet and Innocent»       | 3:13     |  |
| 6.  | «It's Electric»            | 3:37     |  |
| 7.  | «Helpless»                 | 6:52     |  |

## Miembros

### Diamond Head
- Sean Harris -  voz
- Brian Tatler -  guitarra
- Kimberley Colin -  bajo
- Duncan Scott -  batería

### Producción
- Producida por Reg Fellows y Diamond Head.

- Datos: Q605425